# إبراهيما بالدي
إبراهيما بالدي (بالفرنسية: Ibrahima Baldé) هو لاعب كرة قدم سنغالي في مركز الهجوم، ولد في 4 أبريل 1989 في داكار في السنغال. شارك مع منتخب السنغال تحت 23 سنة لكرة القدم ومنتخب السنغال لكرة القدم. أما مع النوادي، فقد لعب مع أتلتيكو مدريد ب وأتلتيكو مدريد وأوساسونا وريال أوفييدو وستاد ريمس وسي إف آر كلوج وفيليز سارسفيلد ونادي كوبان كراسنودار ونومانسيا.

## وصلات خارجية
- إبراهيما بالدي على موقع الاتحاد الدولي (مؤرشف)  (الإنجليزية)
- إبراهيما بالدي على موقع الاتحاد الأوربي (الإنجليزية)
- إبراهيما بالدي على موقع رابطة كرة القدم الفرنسية للمحترفين (الإنجليزية)
- إبراهيما بالدي على موقع قاعدة بيانات كرة القدم.إي يو (الإنجليزية)
- إبراهيما بالدي على موقع ناشيونال فوتبول تيمز (الإنجليزية)
- إبراهيما بالدي على موقع Soccerway.com (الإنجليزية)
- إبراهيما بالدي على موقع عالم كرة القدم.نت (الإنجليزية)
- إبراهيما بالدي على موقع أوليمبيديا (الإنجليزية)
- إبراهيما بالدي على موقع AS.com (الإسبانية)